# Gummering (Büchlberg)
Gummering ist ein Gemeindeteil von Büchlberg im niederbayerischen Landkreis Passau.
Der Weiler hat insgesamt 21  Einwohner.